# 日本古生物学会
日本古生物学会（にほんこせいぶつがっかい）は、古生物学研究の日本における普及・発展を推進する学術機関。古生物に関する多分野で研究活動を進めている一方、研究者だけでなくアマチュアの人間も入会可能であることが特徴の1つ。1935年6月29日に設立された。化石友の会の運営も担う。日本の化石分野で最も大きく最も権威がある化石の学会である。

## 活動
6月下旬に総会・年会と1月下旬に例会を開いており、年2回の学術大会がある。参加への事前登録は不要で、非会員でも参加および予稿集の購入が可能である。過去に開催された学術大会の予稿集はwebでのダウンロードも可能。発表には口頭発表とポスター発表があり、ポスター発表には高校生の枠も設けられている。
一般向けに内容を簡略化した普及講演会も不定期で開催されている。

2017年に国際古生物学会（International Palaeontological Association）が10月の第2土曜日を「国際化石の日（International Fossil Day）」（アメリカで制定されたNational Fossil Dayとは別の記念日）に指定したため、ニッポニテス・ミラビリスが1904年10月15日に新種記載されたことを踏まえ、日本古生物学会もまた10月15日を「化石の日」とした。化石の日に関連した行事の推進を図っている。

## 出版物
日本古生物学会からの定期的・不定期的な出版物にはPaleontological Research、『化石』、日本古生物学会特別号、古生物学トピックスがある。年会・例会の際には予稿集も刊行される。

### 編集
- 『化石の科学』朝倉書店、1987年11月25日[6]、ISBN 978-4-254-16230-1
- 『古生物学事典』朝倉書店、1991年1月[7]、ISBN 978-4-254-16232-5

### 共編
- 『陸の古生態―古生態学論集I―』共立出版〈共立全書〉、1976年5月[8]、ISBN 978-4-320-00210-4（日本地質学会との共編）

### 監修
- 『小学館の図鑑NEO 大むかしの生物』小学館、2004年11月26日[9]、ISBN 978-4-092-17212-8

### 協力
- 土屋健『理系に育てる基礎のキソ しんかのお話365日』技術評論社、2017年7月22日[10]、ISBN 978-4-7741-9073-0

## 化石友の会
日本古生物学会が設立50周年を迎えた1985年に化石友の会が設立され、1986年から会員の募集が開始された。2011年までの運営は古生物学会元会長の木村達明と大花民子が行い、2011年からは日本古生物学会事務局の管轄となった。同年に古生物学会に委員会が設立され、2013年から委員会を中心としたイベントが開催されている。
日本古生物学会の刊行物である『化石』には、化石友の会のためのコーナーが設けられている。